# Una visión resumida de los derechos de la América británica
Una visión resumida de los derechos de la América británica fue un tratado escrito por Thomas Jefferson en 1774, antes de los U.S. Declaración de Independencia, en la que presentó a los delegados del Primer Congreso Continental una serie de quejas contra el Rey Jorge III, especialmente contra la respuesta del Rey y del Parlamento al Partido del Té de Boston. Jefferson declara que el Parlamento británico no tenía derecho a gobernar las Trece colonias. Sostiene que desde que se fundaron las colonias individuales, eran independientes del dominio británico. Jefferson, en este trabajo, sostuvo que el título alodial, no  título feudal, estaba sujeto a tierras estadounidenses, y por lo tanto la gente no debía cuotas y rentas por esa tierra a la Corona británica.
A pesar de ser un dueño de esclavos de toda la vida, Jefferson incluyó una fuerte condena de la esclavitud en el tratado, escribiendo "La abolición de la esclavitud doméstica es el gran objeto de deseo en esas colonias, donde infelizmente se introdujo en su estado infantil. Pero antes de El derecho al voto de los esclavos que tenemos, es necesario excluir todas las importaciones posteriores de África; sin embargo, nuestros repetidos intentos de lograr esto mediante prohibiciones e imponiendo derechos que hasta ahora han sido derrotados por la negativa de Su Majestad: ventajas inmediatas de unos pocos corsarios africanos para los intereses duraderos de los estados americanos, y para los derechos de la naturaleza humana, profundamente herida por esta infame práctica".
El trabajo fue presentado y debatido en el Primer Congreso Continental. Cuando esto sucedió, Jefferson no asistió. A pesar de sus intentos, el Congreso acordó una decisión más moderada que el concepto propuesto por Jefferson. A pesar de no poder convencer completamente al Congreso, los amigos de Jefferson imprimieron el "Resumen" en forma de folleto. Se distribuyó a lo largo de Londres,  Nueva York y Filadelfia. La investigación afirma que el documento "ayudó a establecer la reputación de Jefferson como un hábil, aunque radical, escritor político".